# Lithophane viridipallens
Lithophane viridipallens là một loài bướm đêm trong họ Noctuidae.